# Hermann Behnken
Hermann Behnken (Hamburgo, 30 de setembro de 1889 – em ou próximo a Berlim, abril de 1945) foi um físico alemão.
Behnken frequentou a Gelehrtenschule des Johanneums em Hamburgo, obtendo o Abitur em 1908 e estudou inicialmente teologia e depois matemática e física (e outras ciências naturais) em Hamburgo, Jena e Berlim, onde obteve em 1913 um doutorado (summa cum laude), orientado por Heinrich Rubens, com a tese Über die Polarisation kurzer Hertz'scher Wellen durchmetallische Gitter. Trabalhou depois no Physikalisch-Technische Reichsanstalt (PTR) em Charlottenburg, Berlim, onde foi a partir de 1925 membro e diretor do Laboratório de Raios X.
Foi ferido na Primeira Guerra Mundial e foi a partir de 1940 convocado como oficial de reserva e esteve na frente de batalha. Desapareceu em 1945 na Batalha de Berlim.
Desenvolveu no PTR uma câmara de ionização (câmara de barril) para a medição precisa da dosagem de raios X, e em 1924 a unidade de raios-X foi introduzida na Alemanha. Behnken então buscou com sucesso o reconhecimento internacional da unidade (Congresso de Radiologistas de 1928 em Estocolmo).
Diversos artigos no Handbuch der Physik sobre raios X são de sua autoria.